# Longueville, Manche
Longueville är en kommun i departementet Manche i regionen Normandie i norra Frankrike. Kommunen ligger i kantonen Bréhal som tillhör arrondissementet Coutances. År 2022 hade Longueville 612 invånare.

## Befolkningsutveckling
Antalet invånare i kommunen Longueville
| Referens: INSEE |